# إرني لوبيز
إرني لوبيز (بالإنجليزية: Ernie Lopez)‏ مواليد 1945 - وفيات 2009، كان ملاكم محترف أمريكي صنّف ضمن فئة وزن الوسط.

## المسيرة الاحترافية
من نزالاته:
- خسر أمام خوسيه نابوليس بالضربة القاضية (1973/02/28).
- خسر أمام إميل غريفيث (1972/03/30).
- خسر أمام إميل غريفيث (1971/05/03).
- خسر أمام خوسيه نابوليس بالضربة الفنية القاضية (1970/02/14).

## إحصائيات
خاض خلال مسيرته 62 نزالا، فاز في 51 وتعادل في 1 وخسر في 10. فاز بالضربة القاضية في 6 نزالا.

## روابط خارجية
- إرني لوبيز على موقع بوكس ريك (الإنجليزية) (registration required)